# Borough of Elmbridge
Borough of Elmbridge är ett distrikt (motsvarande kommun) i grevskapet Surrey i England, Storbritannien. Distriktet har 140 024 invånare (2022). Större orter är Esher, Walton-on-Thames, West Molesey och Weybridge. Distriktet är ett av Londons förortsområden. Större delen av distriktet saknar indelning i civil parishes, förutom Claygate som har en civil parish.